# مقاطعة ريو غراند (كولورادو)
مقاطعة ريو غراند (بالإنجليزية: Rio Grande County)‏ هي إحدى مقاطعات ولاية كولورادو في الولايات المتحدة الأمريكية.